# Woman (canción de Scorpions)
«Woman» es una canción de la banda alemana de hard rock y heavy metal Scorpions, publicada como sencillo en 1993 por Mercury Records. Escrita por el vocalista Klaus Meine y el guitarrista Rudolf Schenker, figuró como la sexta pista del duodécimo álbum de estudio Face the Heat (1993). A diferencia de las usuales canciones de la agrupación, esta posee un estilo de hard rock mezclado con un blues pesado, además de «diferentes texturas de guitarra» como también arreglos de una sección de cuerdas que fueron interpretados por el teclista Luke Herzog. Una vez en el mercado, ingresó solamente en la lista musical de Francia y en el Mainstream Rock Tracks de los Estados Unidos en las posiciones uno y quince, respectivamente.

## Composición y grabación
La letra la escribió Klaus Meine, mientras que la música la compuso Rudolf Schenker. En un análisis realizado por el crítico Martin Popoff se señala que «condescendientemente debería ser una power ballad, pero no lo es», pues la banda incursiona en un hard rock/blues pesado. De hecho, la canción es muy diferente a las usuales composiciones de la banda, ya que la música presenta «diferentes texturas de guitarra», además de arreglos de una sección de cuerdas que fueron interpretados por el teclista Luke Herzog. Al respecto, Meine contó a Billboard que «fue un poco arriesgada para nosotros, porque es muy diferente de lo que la gente está acostumbrada a obtener de Scorpions. Pero no podíamos dejar pasar la oportunidad de abrir nuevos caminos». Al igual que las demás canciones que integran el disco Face the Heat, la grabación se llevó a cabo en una semana de febrero de 1993 en los estudios Little Mountain Sound en Vancouver (Canadá), propiedad del productor Bruce Fairbairn.

## Lanzamiento y recepción comercial
De acuerdo con el sitio web oficial de Scorpions, «Woman» salió al mercado el 21 de septiembre de 1993 como sencillo a través del sello Mercury Records, aunque en determinados países. Inicialmente, se lanzó como promocional en los Estados Unidos. Aunque en 1994 se publicó en formato disco compacto en una edición de 4:36 minutos y el lado B contó con una versión en vivo de Under the Same Sun, grabada en un concierto dado el 16 de octubre de 1993 en el Olympiahalle de Múnich (Alemania), en el marco de la gira Face the Heat Tour. También existe una edición en maxisencillo que cuenta con la versión normal y editada de «Woman» en lado A, y en el B las versiones en directo de «Under the Same Sun» y «Alien Nation», ambas registradas en el evento de Múnich.
El 25 de diciembre de 1993 alcanzó el puesto 15 en el Mainstream Rock Tracks de la revista Billboard de los Estados Unidos, mientras en enero de 1994 llegó al primer lugar en el French Singles Chart de Francia.

## Lista de canciones
| Edición CD |                                |                                     |          |  |
| N.º        | Título                         | Escritor(es)                        | Duración |  |
| 1.         | «Woman» (versión editada)      | Schenker, Meine                     | 4:36     |  |
| 2.         | «Under the Same Sun» (en vivo) | Meine, Mark Hudson, Bruce Fairbairn | 3:00     |  |

| Edición maxisencillo |                                |                          |          |  |
| N.º                  | Título                         | Escritor(es)             | Duración |  |
| 1.                   | «Woman» (versión editada)      | Schenker, Meine          | 4:36     |  |
| 2.                   | «Woman» (versión álbum)        | Schenker, Meine          | 5:55     |  |
| 3.                   | «Under the Same Sun» (en vivo) | Meine, Hudson, Fairbairn | 3:00     |  |
| 4.                   | «Alien Nation» (en vivo)       | Schenker, Meine          | 7:00     |  |

## Posicionamiento en listas
| País           | Lista (1993-1994)      | Máxima posición |
| -------------- | ---------------------- | --------------- |
| Estados Unidos | Mainstream Rock Tracks | 15              |
| Francia        | French Singles Chart   | 1               |

## Músicos
- Klaus Meine: voz
- Rudolf Schenker: guitarra rítmica
- Matthias Jabs: guitarra líder
- Ralph Rieckermann: bajo
- Herman Rarebell: batería

Músico invitado
- Luke Herzog: teclados